# Oriolus melanotis
La oropéndola olivácea (Oriolus melanotis) es una especie de ave paseriforme de la familia Oriolidae propia de las islas menores de la Sonda orientales.

## Distribución y hábitat
Se encuentra en las islas de Roti, Timor, Semau y Wetar. Su hábitat natural son los bosques secos tropicales y las sabanas.